# Valenictus
Valenictus es un género extinto de Odobenidae perteneciente al Plioceno que habitaba en California.

## Descripción
Valenictus está emparentado con las morsas modernas, pero carecía de dientes tanto en la mandíbula inferior y superior a excepción de los dos colmillos.